# Herman Løvenskiold (amtmand)
 Der er flere personer med dette navn, se Herman Løvenskiold.
Herman Løvenskiold (født 24. januar 1783 i Porsgrund, død 24. november 1825 i Montpellier) var en dansk-norsk kancellideputeret og amtmand.
Han var en søn af kammerherre Severin (Søren) Løvenskiold til Fossum Jernværk (no) mm.  og Benedicte Henriette, født Aall. Han dimitteredes 1800 privat til Universitetet, gjorde derefter tjeneste som officer ved landeværnet og senere andensteds, blev 1803 juridisk kandidat, 1804 auskultant i Rentekammeret, studerede de følgende år dels i Göttingen, dels i Holland, Frankrig og England, blev 1808 medlem af Kommissionen for Norges providering, var 1809 konstitueret som amtmand i Vejle Amt, beklædte 1811-15 stillingen som amtmand i Holbæk Amt, men måtte da opgive dette embede på grund af sygdom. Efter at denne formentlig var hævet, beskikkedes han i erkendelsen af "den udmærkede Dygtighed, Lyst og Iver", hvormed han havde røgtet de ham hidtil betroede hverv, på ny til amtmand, denne gang i Svendborg Amt, og udnævntes sluttelig 1822 til deputeret i det Danske Kancelli og chef for dettes 3. departement, men døde allerede 24. november 1825 i Montpellier, hvortil han var rejst for om muligt at genoprette sit nedbrudte helbred. Fra 1822 til sin død var han også ekstraordinær assessor i Højesteret.
I 1804 var han blevet kammerjunker og 1812 kammerherre og (28. januar) Ridder af Dannebrog. Han var en i høj grad sympatisk personlighed, elsket af alle, der kom i nærmere berøring med ham. Han ægtede 8. oktober 1813 Sophie Hedevig Adeler (no) til Adelersborg (15. januar 1795 – 2. april 1859), en datter af gehejmekonferensråd, lensbaron Frederik Adeler.
Herman Løvenskiold er begravet ved Fårevejle Kirke.